# Sonatine (Stockhausen)
Pour les articles homonymes, voir Sonatine (homonymie).
La Sonatine pour violon et piano de Karlheinz Stockhausen est une œuvre de musique de chambre écrite en 1951 quand le compositeur était étudiant. Elle porte le numéro ⅛ dans son catalogue.
Cette œuvre comprend trois mouvements :
1. Lento espressivo—vivacetto irato—tempo 1
2. Molto moderato e cantabile
3. Allegro scherzando